# Berkeley Pit
Berkeley Pit é uma antiga mina de cobre a céu aberto localizada em Butte, Montana, nos Estados Unidos. É um dos locais mais contaminados do mundo. Tem mais de 1,6 km de comprimento por 1 km de largura e mais de 540 metros de profundidade. Suas águas são ácidas e contêm altíssimas concentrações de metais pesados e produtos químicos tóxicos, incluindo cobre, ferro, arsênio, cádmio, zinco e ácido sulfúrico.

## Origem
A mina de Berkeley funcionou de 1955 a 1982, e foi o resultado da combinação de várias minas subterrâneas. Em 1982, a mineradora ARCO encerrou as operações e desligou as bombas subterrâneas que retiravam a água do poço, levando a que se formara o lago tóxico que vemos hoje. Ao longo da vida ativa dessa mina, cerca de 320 milhões de toneladas de minério de cobre e mais de 700 milhões de toneladas de resíduos de rocha foram extraídos.
O cobre extraído desta mina a céu aberto foi utilizado na construção das linhas elétricas dos Estados Unidos.

## Atualmente

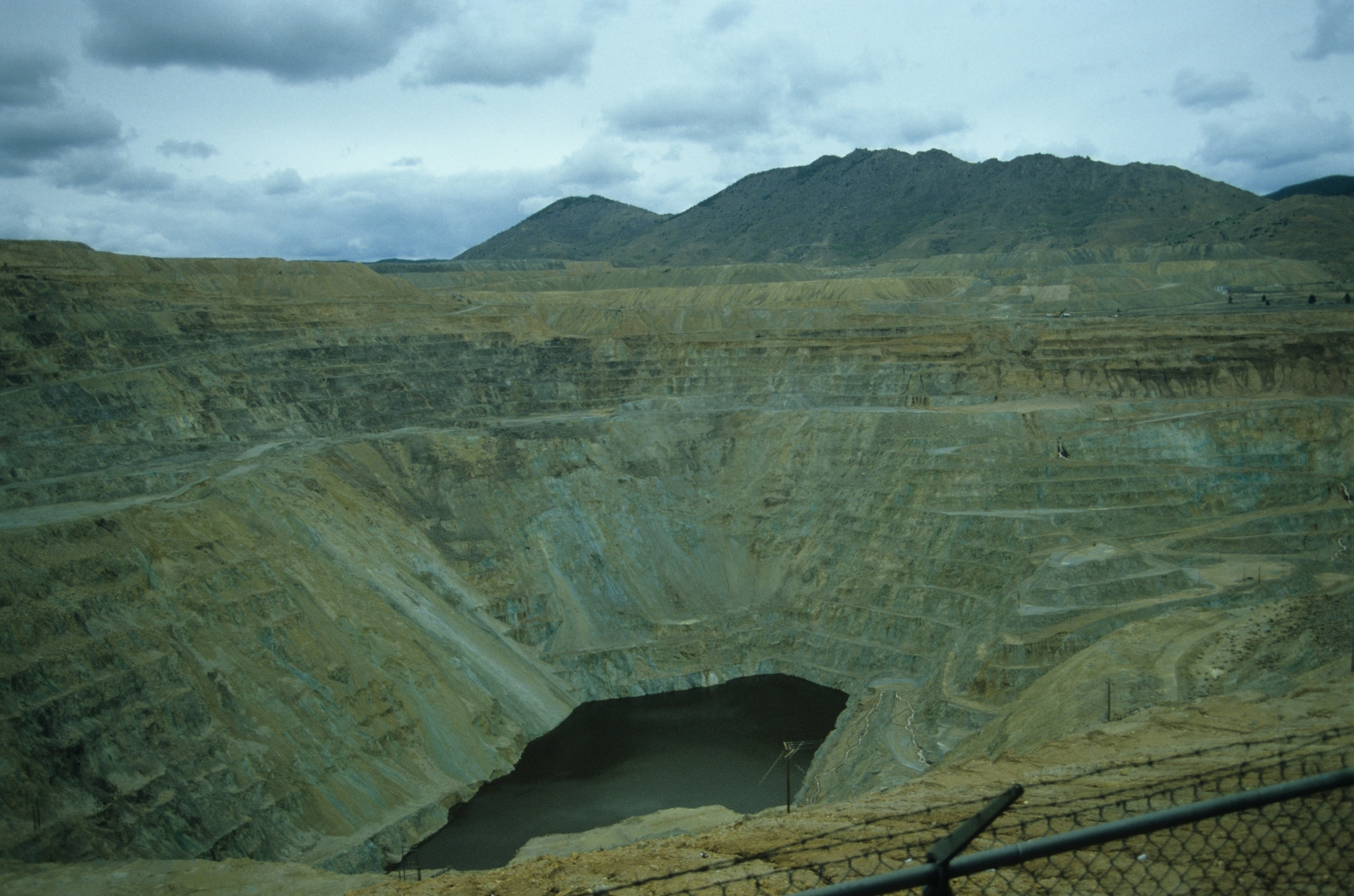
A mina Berkeley Pit em maio de 1984.

Devido à sua saturação de cobre, a mina Montana Resources Inc., que opera nas suas margens é capaz de minerar o cobre diretamente da água retirando um total de 13 milhões de litros por dia que são bombeados a partir do ponto mais profundo e passam por uma operação de filtragem.
A água rica em ferro é bombeada de volta para o Pit Berkeley, criando uma cachoeira contaminada que pode ser vista na borda nordeste.